# Odontochodaeus seyrigl
Odontochodaeus seyrigl là một loài bọ cánh cứng trong họ Ochodaeidae. Loài này được Paulian miêu tả khoa học đầu tiên năm 1976.